# Царь-танк
Царь-танк — боевая машина, разработанная Николаем Лебеденко в Российской империи в 1914—1915 гг. Строго говоря, как таковым танком (в общепринятом и общеизвестном понимании) объект не являлся, а представлял собой скорее колёсную боевую машину. Постройка и испытания машины проводились в 1915 году. По результатам испытаний был сделан вывод об общей непригодности объекта к использованию в условиях боя, что привело к закрытию проекта. Построенный экземпляр на долгие годы остался ржаветь в лесах Московской области.

## Разработка проекта
Проект машины отличался большой оригинальностью и амбициозностью. По воспоминаниям самого Лебеденко, на идею этой машины его натолкнули среднеазиатские повозки-арбы, которые, благодаря колёсам большого диаметра, с лёгкостью преодолевают ухабы и канавы. Поэтому, в отличие от «классических» танков, использующих для передвижения гусеничную ленту, Царь-танк был колёсной боевой машиной и по конструкции напоминал сильно увеличенный орудийный лафет. Два огромных спицевых передних колеса имели диаметр примерно 9 м, задний же каток был заметно меньше, около 1,5 м. Верхняя неподвижная пулемётная рубка была поднята над землёй примерно на 8 м. Т-образный коробчатый корпус имел ширину 12 м, на выступающих за плоскости колёс крайних точках корпуса были спроектированы спонсоны с пулемётами, по одному с каждой стороны (предполагалась также возможность установки пушек). Под днищем планировалась установка дополнительной пулемётной башни. Проектная скорость передвижения машины составляла 17 км/час.
Инженер Лебеденко, разработавший проект, имел приватную лабораторию в Москве (Садово-Кудринская, 23), в которой выполнял заказы военного ведомства. Когда проект был готов, Лебеденко представил его главе Союза Земств и городов князю Г. Е. Львову и через него добился высочайшей аудиенции. Решающая аудиенция состоялась 8 января (21 января) 1915 года; в ходе её Лебеденко подарил Николаю II заводную деревянную модель своей машины с двигателем на базе граммофонной пружины. По воспоминаниям придворных, император и инженер играли с моделью, которая резво бегала по ковру, легко преодолевая стопки из двух-трёх томов «Свода законов Российской Империи». Аудиенция кончилась тем, что впечатлённый машиной Николай II распорядился выделить на проект 210 тыс. рублей из собственных средств. Деревянную модель танка, изготовленную Лебеденко для демонстрации императору, Николай II оставил себе. Дальнейшая судьба модели неизвестна.

## Реализация проекта
Детали танка изготавливались на заводе в Хамовниках.
Работы под императорским патронажем шли быстро — машина вскоре была изготовлена в металле и с конца весны 1915 года скрытно собиралась в лесу у станции Орудьево к северу от Дмитрова. 27 августа (9 сентября) 1915 года были проведены первые ходовые испытания. Применение больших колёс предполагало повышенную проходимость всего устройства, что подтвердилось на испытаниях — машина ломала березы, как спички. Однако задний управляемый каток, в силу своих малых размеров и неверного распределения веса машины в целом, почти сразу после начала испытаний увяз в мягком грунте. Большие колёса оказывались неспособны вытащить его, даже несмотря на применение мощнейшей по тем временам двигательной установки, состоявшей из двух трофейных моторов «Майбах» по 240 л. с. каждый (куда более мощных, чем использовавшиеся на других танках Первой мировой войны), снятых с подбитого немецкого дирижабля (вероятно, Mb.IV/IVa). Также испытания выявили казавшуюся впоследствии очевидной значительную уязвимость машины — главным образом колес — при артиллерийском обстреле, особенно фугасными снарядами. Все это привело к тому, что уже в сентябре проект был свёрнут в результате отрицательного заключения Высокой комиссии, однако Стечкин и Микулин все же занялись разработкой нового двигателя (АМБЕС) для машины. Впрочем, эта попытка не увенчалась успехом, равно как и попытки сдвинуть Царь-танк с места и вытащить его из района испытаний.
Вплоть до 1917 года танк стоял под охраной на месте испытаний, но затем из-за начавшихся политических катаклизмов о машине забыли и больше не вспоминали. Конструкторские работы по ней больше не велись, а огромная сюрреалистическая конструкция построенной боевой машины ещё 7 лет ржавела в лесу, на месте испытаний, пока в 1923 году танк не был разобран на металлолом.

## Оценка проекта
Надо сказать, что судьба танка Лебеденко в целом схожа с судьбами любых опытных образцов, разрабатывавшихся во время, когда ещё не существовало не только устоявшихся канонов проектирования таких боевых машин, но и как таковой их концепции. Этим отчасти объясняется парадоксальная на первый взгляд ситуация, когда амбициозный и технически сложный проект изначально виделся весьма перспективным, получил одобрение в высоких инстанциях и даже был реализован, но при этом оказался очевидно провальным.
Уже при первых испытаниях налицо стала очень высокая уязвимость этой машины — простой залп шрапнели по спицам колёс гарантированно выводил танк из строя. При этом колоссальные размеры танка и невысокая скорость передвижения делали его идеальной мишенью. Размеры же предопределили невысокую проходимость машины. Соответственно, скрытая переброска таких колоссов к фронту тоже представлялась маловероятной. Таким образом, единственный успех, на который могли рассчитывать боевые машины Лебеденко — это психологический эффект. Несомненно, подавляющему большинству простых солдат тех лет подобная машина могла разве что присниться в кошмарных снах. Правда, серийное производство машин Лебеденко тоже представляется маловероятным — всё упиралось в отсутствие мощных двигателей, да и страна вряд ли осилила бы производство таких машин.
Огромные размеры, тонкая броня и крайне малая мощность двигателя Царь-танка (даже не учитывая его и отсутствие материальной базы для его массового производства), делали проект очевидно не имеющим перспектив. Поэтому постройка этой дорогостоящей машины оказалась явной ошибкой, усугублявшейся тем, что средств и промышленных мощностей в России не хватало для производства даже патронов и снарядов, на которое можно было бы направить сэкономленные средства.
Проектирование и постройка Царь-танка не оказали сколько-нибудь существенного влияния на отечественное (а тем более мировое) танкостроение. Боевая машина Лебеденко так и осталась ещё одним тупиковым проектом в развитии мирового танкостроения, которое в 1910-х шло практически исключительно методом проб и ошибок.
Относительно судьбы проекта Царь-танка существует также теория заговора. По ней предполагается, что заведомо провальный проект машины усиленно лоббировался в Генеральном штабе высокопоставленными должностными лицами, действовавшими в интересах Великобритании. Эти же чины, в соответствии с этой версией, «похоронили» проект «Вездехода» Пороховщикова, чертежи которого впоследствии попали в Англию и легли в основу первых английских танков. Общая схожесть формы корпуса Вездеходов и танков Mk I говорит в пользу этой гипотезы. Однако данная версия не имеет никаких документальных подтверждений., к тому же схемы гусеничного движителя Mk I и «Вездехода» сильно отличаются друг от друга.
В 2018 году в музее танка Т-34 в Московской области был построен макет танка по оригинальным чертежам в масштабе 1:1, однако с большим количеством неточностей. По сути, он дает возможность лишь оценить размеры и форму Царь-танка. Работа была охарактеризована как «монумент бездарному реконструктору» и подвегнута жёсткой критике, оставив впечатление, что «этого монстра сваяли двоечники-пятиклассники за пару уроков труда из собранного в окрестностях металлолома», а макет «похож на оригинал разве что размерами».

## В культуре
- Прозвище «Летучая мышь» или «Нетопырь» танк получил за то, что его модель при переноске за заднее колесо напоминала летучую мышь, спящую вниз головой на стене пещеры или ветви дерева.
- История создания Царь-танка описана в художественно-историческом романе Александра Бека «Талант (Жизнь Бережкова)» (1956) как один из фрагментов биографии Александра Александровича Микулина (псевдоним в романе — Алексей Бережков).
- В видеоигре «Iron Harvest» во фракции «Русвет» присутствует артиллерийская залповая установка под названием СХМ-68 «Наковальня» по конструкции очень похожая на Царь-танк